# 里弗頓 (伊利諾伊州)
里弗頓（英語：Riverton）是位於美國伊利諾伊州桑加蒙縣的一個村落。

## 地理
里弗頓的座標為39°50′54″N 89°32′25″W / 39.84833°N 89.54028°W，而該地最高點為海拔高度178米（即584英尺）。

## 人口
根據2010年美國人口普查的數據，里弗頓的面積為6.27平方千米，當中陸地面積為6.18平方千米，而水域面積為0.09平方千米。當地共有人口3455人，而人口密度為每平方千米551人。